# Lijst van voetbalinterlands Bosnië en Herzegovina - Slovenië
Deze lijst van voetbalinterlands is een overzicht van alle officiële voetbalwedstrijden tussen de nationale teams van Bosnië en Herzegovina en Slovenië. De landen speelden tot op heden vijf keer tegen elkaar. De eerste ontmoeting, een kwalificatiewedstrijd voor het Wereldkampioenschap voetbal 1998, werd gespeeld in Ljubljana op 10 november 1996. Het laatste duel, een vriendschappelijke wedstrijd, vond plaats op 10 juni 2025 in Celje.

## Wedstrijden
| № | Plaats    | Datum             | Competitie           | Wedstrijd                        | Uitslag |
| - | --------- | ----------------- | -------------------- | -------------------------------- | ------- |
| 1 | Ljubljana | 10 november 1996  | WK 1998 kwalificatie | Slovenië – Bosnië en Herzegovina | 1 – 2   |
| 2 | Sarajevo  | 10 september 1997 | WK 1998 kwalificatie | Bosnië en Herzegovina – Slovenië | 1 – 0   |
| 3 | Maribor   | 19 november 2008  | Vriendschappelijk    | Slovenië – Bosnië en Herzegovina | 3 – 4   |
| 4 | Ljubljana | 6 februari 2013   | Vriendschappelijk    | Slovenië – Bosnië en Herzegovina | 0 – 3   |
| 5 | Celje     | 10 juni 2025      | Vriendschappelijk    | Slovenië – Bosnië en Herzegovina | 2 – 1   |

## Samenvatting
| Competitie        | Totaal gespeeld | Winst Bosnië en Her. | Gelijk | Winst Slovenië | Doelsaldo Bosnië en Her. – Slovenië |
| ----------------- | --------------- | -------------------- | ------ | -------------- | ----------------------------------- |
| WK-kwalificatie   | 2               | 2                    | 0      | 0              | 3 − 1                               |
| Vriendschappelijk | 3               | 2                    | 0      | 1              | 8 − 5                               |
| Totaal            | 5               | 4                    | 0      | 1              | 10 − 6                              |

Wedstrijden bepaald door strafschoppen worden, in lijn met de FIFA, als een gelijkspel gerekend.

## Details

### Eerste ontmoeting
| WK 1998 kwalificatie (Ljubljana, Slovenië, 10 november 1996):                                                                                            |              | |
| Slovenië | 1 – 2        | Bosnië en Herzegovina |
| Zlatko Zahovič 41' (pen.) | goals        | 5' Elvir Bolić 33' Meho Kodro |
| Zdenko Verdenik | bondscoach   | Fuad Muzurović |
| Boško Boškovič Robert Englaro Aleš Križan Darko Milanič Alfred Jermaniš Džoni Novak Aleš Čeh Zlatko Zahovič Amir Karič 75' Sašo Udovič Ante Šimundža 46' | opstellingen | Mirsad Dedić 89' Nermin Šabić Bakir Beširević Muhamed Konjić Murat Jašarević Senad Begić Vlatko Glavaš Sead Halilović 75' Hasan Salihamidžić 88' Elvir Bolić Meho Kodro |
| Ivica Vulič 46' Peter Binkovski 75' | wissels      | 75' Elvir Baljić 88' Senad Brkić 89' Sead Kapetanović |
| Alfred Jermaniš 34' | gele kaarten | 14' Muhamed Konjić 27' Murat Jašarević |
| - Debuut van Ivica Vulič (NK Primorje) voor Slovenië. |              | |

### Tweede ontmoeting
| WK 1998 kwalificatie (Sarajevo, Bosnië en Herzegovina, 10 september 1997): |       |          |
| Bosnië en Herzegovina                                                      | 1 – 0 | Slovenië |
| Elvir Bolić 23'                                                            | goals |          |

### Derde ontmoeting
| Vriendschappelijk (Maribor, Slovenië, 19 november 2008):                                                                                                 |       |                                                                                   |
| Slovenië | 3 – 4 | Bosnië en Herzegovina                                                             |
| Robert Koren 27' Milivoje Novakovič 64' (pen.) Milivoje Novakovič 75'                                                                                    | goals | 2' Vedad Ibišević 11' (pen.) Zvjezdan Misimović 53' Edin Džeko 62' Vedad Ibišević |
| - Debuut van doelman Jasmin Handanovič (AC Mantova) voor Slovenië. - Debuut van Ermin Zec, Nikola Mikelini en Zdravko Šaraba voor Bosnië en Herzegovina. |       |                                                                                   |

### Vierde ontmoeting
| Vriendschappelijk (Ljubljana, Slovenië, 6 februari 2013):    |       |                                                         |
| Slovenië                                                     | 0 – 3 | Bosnië en Herzegovina                                   |
|                                                              | goals | 33' Vedad Ibišević 42' Miralem Pjanić 80' Muamer Svraka |
| - Debuut van Aleksander Rajčević (NK Maribor) voor Slovenië. |       |                                                         |